# Emily Deschanel
Emily Erin Deschanel (IPA: [ˈɛməli ˈɛɹɪn deɪʃəˈnɛl]; Los Angeles, 11 ottobre 1976) è un'attrice, produttrice televisiva e produttrice cinematografica statunitense di origini franco-irlandesi.
È nota principalmente come protagonista della serie televisiva Bones.

## Biografia
Nata in una famiglia legata all'ambiente dello spettacolo, suo padre Caleb è un noto direttore della fotografia, mentre sua madre Mary Jo e sua sorella minore Zooey sono anche loro attrici.

## Carriera
Si è laureata al corso di formazione professionale di recitazione all'Università di Boston.
Debutta professionalmente nel 1994 nel film Può succedere anche a te, con Nicolas Cage e Bridget Fonda. La sua carriera di attrice prosegue alternandosi tra cinema e televisione, con brevi apparizioni e ruoli secondari, fino al 2005, quando viene scelta come protagonista della serie televisiva Bones, dove interpreta il ruolo dell'antropologa forense Temperance Brennan. Nel 2019 entra nel cast della serie Animal Kingdom, mentre nel 2022 è coprotagonista della serie Il diavolo in Ohio.

## Vita privata
Nel 2007 ha conosciuto il collega David Hornsby, poi sposato il 25 settembre 2010 a Los Angeles; la coppia ha due figli, nati rispettivamente nel 2011 e nel 2015.
Insieme alla sorella Zooey si batte per la protezione dell'ambiente e per i diritti degli animali. È vegana, scelta maturata nel 1991 dopo la visione del documentario Diet for a New America, e sostiene le organizzazioni Sea Shepherd per la protezione marina e PETA per i diritti animali.

## Filmografia

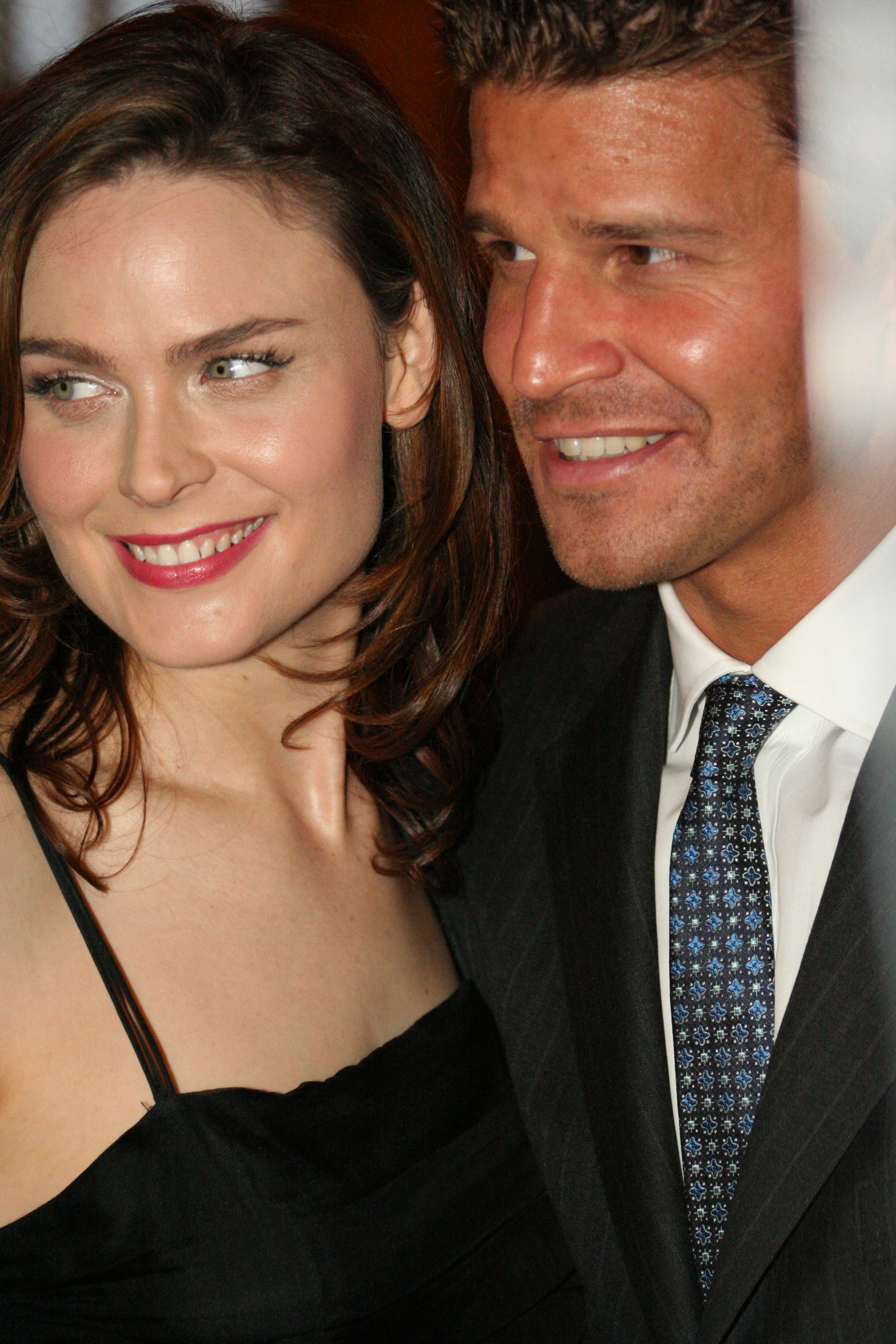
Emily Deschanel nel 2006 con David Boreanaz, suo collega in Bones, al Farm Sanctuary Gala.

### Attrice

#### Cinema
- Può succedere anche a te (It Could Happen to You), regia di Andrew Bergman (1994)
- It's a Shame About Ray, regia di Ajay Sahgal – cortometraggio (2000)
- Easy, regia di Jane Weinstock (2003)
- Ritorno a Cold Mountain (Cold Mountain), regia di Anthony Minghella (2003)
- Alamo - Gli ultimi eroi (The Alamo), regia di John Lee Hancock (2004)
- Spider-Man 2, regia di Sam Raimi (2004)
- Old Tricks, regia di Christopher Glass – cortometraggio (2004)
- Boogeyman - L'uomo nero (Boogeyman), regia di Stephen Kay (2005)
- Mute, regia di Melissa Joan Hart – cortometraggio (2005)
- That Night, regia di Steven E. Gordon – cortometraggio (2005)
- Glory Road, regia di James Gartner (2006)
- La custode di mia sorella (My Sister's Keeper), regia di Nick Cassavetes (2009)
- The Perfect Family, regia di Anne Renton (2011)

#### Televisione
- The Heart Department, regia di Dean Parisot – film TV (2001)
- Rose Red – miniserie TV, 3 puntate (2002)
- Law & Order - Unità vittime speciali (Law & Order: Special Victims Unit) – serie TV, episodio 3x17 (2002)
- Providence – serie TV, 2 episodi (2002)
- The Dan Show, regia di John Pasquin – film TV (2003)
- Crossing Jordan – serie TV, episodio 3x09 (2004)
- Bones – serie TV, 245 episodi (2005-2017)
- Tit for Tat – serie TV, episodio 1x01 (2009)
- Sleepy Hollow – serie TV, episodio 3x05 (2015)
- Animal Kingdom – serie TV, 12 episodi (2019)
- The Rookie – serie TV, episodio 3x12 (2021)
- Il diavolo in Ohio (Devil in Ohio) – miniserie TV, 8 puntate (2022)

### Doppiatrice
- The Cleveland Show – serie animata, episodio 2x02 (2010)
- American Dad! – serie animata, episodio 7x15 (2012)
- BoJack Horseman – serie animata, episodio 3x05 (2016)
- I Simpson (The Simpson) – serie animata, episodio 30x01 (2018)

## Doppiatrici italiane
Nelle versioni in italiano dei suoi lavori, Emily Deschanel è stata doppiata da:
- Roberta Pellini in Bones, Sleepy Hollow
- Eleonora De Angelis in Rose Red, Il diavolo in Ohio
- Daniela Calò in Law & Order - Unità vittime speciali
- Chiara Colizzi in Alamo - Gli ultimi eroi
- Tiziana Avarista in Spider-Man 2
- Alessandra Grado in Boogeyman - L'uomo nero
- Sonia Mazza in The Rookie

Da doppiatrice è sostituita da:
- Laura Boccanera in The Cleveland Show